# Fiodor Walikow
Fiodor Michajłowicz Walikow, ros. Фёдор Михайлович Валиков (ur. 13 stycznia 1926 w Krasnojarsku, zm. 13 listopada 1999 w Moskwie) – radziecki i rosyjski aktor teatralny i filmowy. Uczestnik II wojny światowej jako artylerzysta, uhonorowany szeregiem odznaczeń wojskowych m.in. Orderem Wojny Ojczyźnianej II klasy, Orderem Sławy III i II klasy oraz Medalem „Za Odwagę”.

## Wybrana filmografia
- 1981: Pożegnanie (Прощание)
- 1983: Kocham, czekam. Lena (Люблю. Жду. Лена)
- 1985: Ulubieniec publiczności (Любимец публики)
- 1989: Z życia Fiodora Kuzkina (Из жизни Фёдора Кузькина)
- 1994: Powódź (L’Inondation)